# Шрейер, Эдвард
Э́двард Ри́чард Шре́йер (англ. Edward Richard Schreyer), более известный как Эд Шрейер (англ. Ed Schreyer; род. 21 декабря 1935 года) — канадский политик, дипломат и государственный деятель. 22-й генерал-губернатор Канады и 16-й премьер-министр Манитобы.
Родился и обучался в Манитобе. В 1958 году был избран в Законодательную Ассамблею провинции. Позднее получил место в Палате общин, но в 1969 году вернулся в Манитобу и стал лидером Новой демократической партии. В этом же году партия выиграла провинциальные выборы, и Эд Шрейер стал 16-м премьер-министром Манитобы. В 1978 году Елизаветой II по рекомендации премьер-министра Канады Пьера Трюдо был назначен на должность генерал-губернатора; он занимал этот пост до 1984 года. В последующие десятилетия Шрайер работал верховным комиссаром Канады в Австралии, на Соломоновых островах. Впоследствии снова баллотировался в Палату общин. Хотя Эдвард Шрейер не смог занять место в Палате общин, он стал первым человеком, который после генерал-губернаторства баллотировался на выборах.
Во время премьерства в Манитобе Шрейер имел право на титул «Почётный, достопочтенный». После возвращения в Тайный совет Королевы для Канады 3 июня 1984, он снова получил данный титул. Однако, будучи бывшим генерал-губернатором Канады, Шрейер пожизненно удостоен высшей форме обращения.

## Молодость и семья
Родился в Бозежуре (Манитоба). Мать — Элизабет Готфрид, отец — Джон Шрейер. Его дедушка и бабушка по материнской линии были австралийцами, эмигрировавшими с Западной Украины, где проживали в немецкой колонии Брукенталь. Шрейер окончил начальную и среднюю школу, после чего продолжил обучение в Колледже Св. Иоанна. В 1959 году он получил степень бакалавра педагогики, в 1962 году степень магистра в области международных отношений, а в 1963 — степень магистра в области экономики. В течение 3-х лет после 1962 года он работал профессором международных отношений в Колледже Святого Павла.

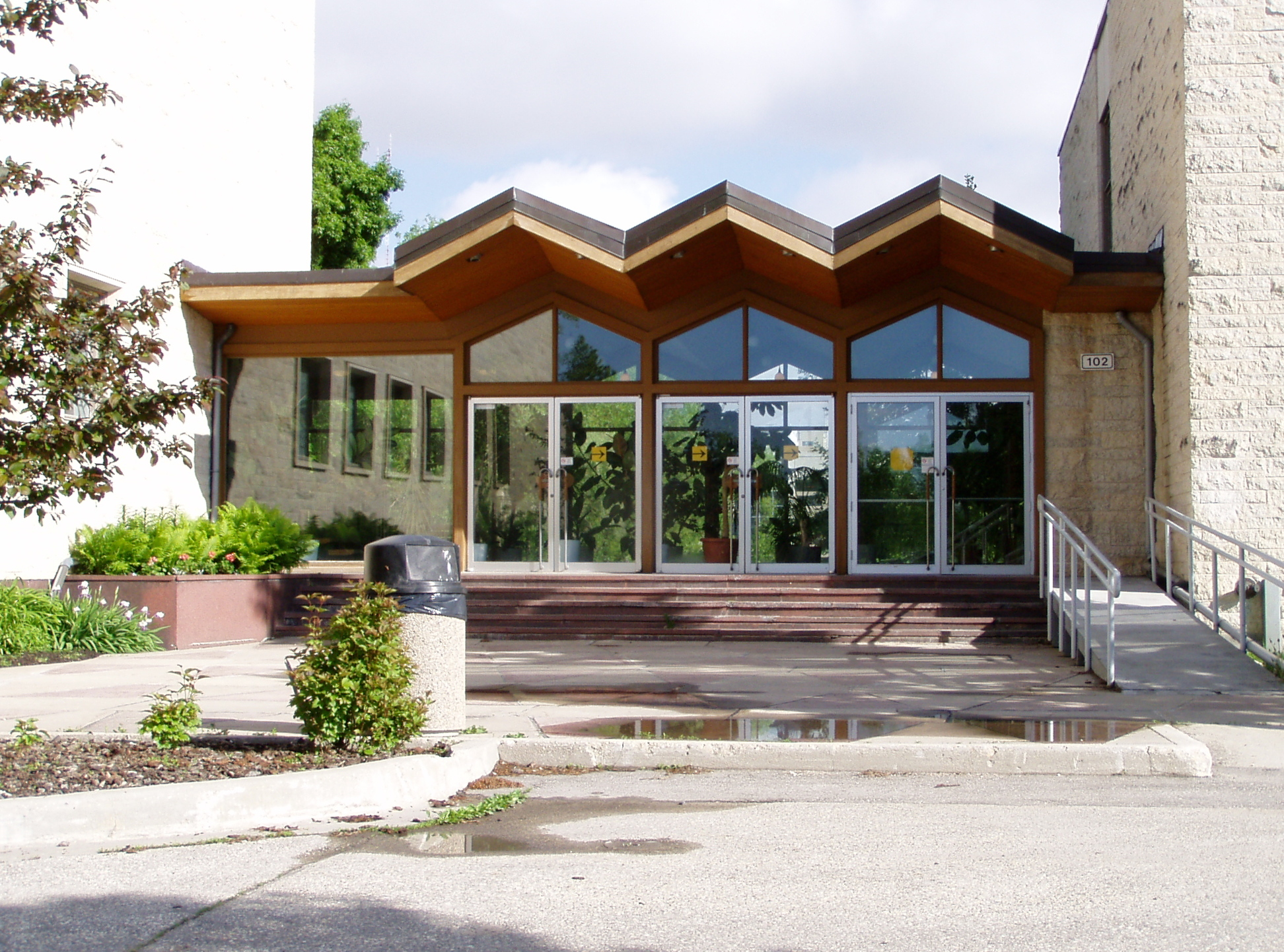
Колледж Святого Иоанна, в котором Шрейер получил четыре степени.

Когда Шрейер учился в аспирантуре, он женился на Лилли Шульц, в браке с которой родилось две дочери и два сына.

## Политическая карьера
На выборах в Манитобе 1958 года Шрейер был избран в Законодательную Ассамблею провинции в качестве члена Кооперативной Федерации Содружества, которая представляет избирательный округ Брокенхед; на момент избрания ему было всего 22 года и Шрейер стал самым молодым человеком, когда либо избранным в законодательный орган Манитобы. Он был депутатом собрания вплоть до 1965 года, пока не был избран в Палату общин. В 1969 году Шрейер вернулся в провинцию и стал лидером Новой демократической партии Манитобы (преемник Кооперативной Федерации Содружества); он смог завоевать доверие многих избирателей, которые ранее не поддерживали партию. Шрейер был первым лидером партии, который не был протестантского или англосаксонского происхождения.
Эд Шрейер привёл свою партию к победе на провинциальных выборах 1969 года. В этом же году он был назначен премьер-министром Манитобы и являлся им вплоть до 1977 года. За время своего премьерства Шрейер посоветовал лейтенант-губернатору санкционировать строительство гидроэлектростанций вместо уже имеющихся генераторов электроэнергии на основе угля и газа. Часто он вёл совсем иную политику, отличную от политики партии на федеральном уровне.
В 1977 году партия Шрейера была наполовину развалена Прогрессивно-консервативной партией. Он по-прежнему оставался лидером НДП, но ушёл с этой должности в 1979 году, когда к нему обратились с предложением стать генерал-губернатором.

### Генерал-губернатор Канады
28 декабря 1978 королева Елизавета II Большой печатью одобрила предложение премьер-министра Пьера Трюдо и назначила Шрейера генерал-губернатором Канады, освободив Жюль Леже от занимаемой должности. Впоследствии он был приведён к присяге во время церемонии 22 января следующего года; Шрейер стал первым генерал-губернатором из Манитобы.
Как генерал-губернатором он выступал за равенство полов, за защиту окружающей среды и за официальное двуязычие. В течение первого года пребывания на должности он основал премию, признав усилия Эмили Мёрфи, что гарантировало права женщин в конституции. В 1981 он учредил награду консерваторов, а в 1983 создал стипендию «Эдварда Шрейера в области украинских исследований» в Торонтском университете. В том же году он председательствовал на конференции канадских учёных, которая позже стала проходить раз в четыре года. Также Шрейер выполнял и обычные обязанности, характерные для занимаемой им должности: принимал членов Королевской семьи, приветствовал иностранных гостей и председательствовал на церемониях награждения.
«Жёсткая, искренняя общественная манера» Шрейера работала против его желания дружеского общения с людьми, и поэтому он стал мишенью для СМИ. Пресса была рада назначению Жанны Сове на пост представителя королевы. В Maclean's сравнили Шрейера и Сове: «Она [Жана Сове], как ожидается, восстановит изящество и изысканность правительства после пяти лет попюризма и тусклого господства Эдварда Шрейера».

## Дальнейшая жизнь
После выхода на пенсию в 1984 году Шрейер объявил, что будет вкладывать свою пенсию в фонд защиты окружающей среды Канады. Он явно не собирался уходить из политической и дипломатической жизни, поскольку в день своей отставки он был назначен Верховным комиссаром в Австралии, Папуа — Новая Гвинея и на Соломоновых островах. Он занимал эти должности до 1988, пока не вернулся в Виннипег.
В 1999 году Шрейер попытался вернуться в политику, участвуя на выборах. Он выступал с серьёзной критикой действующего правительства Гари Филмона. В 2006 году он объявил об участии в федеральных выборах. Однако, он не смог попасть в Палату, получив лишь 37 %.